# ناتشو كاسترو
ناتشو كاسترو (بالإسبانية: Ignacio Castro García)‏ هو لاعب كرة قدم إسباني في مركز الوسط، ولد في 30 يونيو 1971 في أفيليس في إسبانيا. لعب مع ديبورتيفو لاكورونيا وريال مورسيا ونادي برشلونة.